# Putovanje na Zapad
Putovanje na Zapad ili Hodočašće na Zapad (kineski: 西遊記, pinyin: Xīyóu Jì) kineski je roman objavljen u 16. stoljeću, tijekom dinastije Ming, čije se autorstvo priznaje Wu Cheng'enu. Djelo se smatra jednim od najvažnijih u kineskoj književnosti te vjerojatno najpopularnijim književnim djelom Istočne Azije. Pripada četirima klasičnim kineskim romanima.
Roman je fikcionalizirana pripovijetka o putovanjima kineskog budističkog redovnika Xuanzanga, koji je u 7. stoljeću otputovao do Indije kako bi prikupio budističke sutre. U djelu je zadržan općeniti opis putovanja kakvoga ga je zabilježio sam Xuanzang (u djelu Zapisi Velikog Tanga o zapadnim regijama), no pridodani su mu razni elementi iz narodnih bajki i priča, kao i Wuovih zamisli. Priča slijedi redovnika Tripitaku (ili Tanga Sanzanga), kojemu je Buda naložio da otputuje u Indiju. Pritom mu Buda dadne tri zaštitnika, bića koja su pristala pratiti Tripitaku ne bi li se iskupili za svoje grijehe: Suna Wukonga (»Kralja majmuna«), Zhua Bajiea (svinju) i Shaa Wujinga (pješčanog duha). Jašući Konja Bijelog Zmaja (kin. 白龍馬, dosl. »Bijeli zmaj – konj), Tripitaka i njegova tri zaštitnika otputuju u Indiju kako bi dostigli prosvjetljenje kroz moć suradnje.
Putovanje na zapad duboko je ukorijenjeno u kineskoj poganoj vjeri, kineskoj mitologiji, kineskom budizmu, konfucijanizmu, taoizmu i budističkom folkloru. Djelo je ujedno humoristični pustolovni roman, satira kineske birokracije i tekst o duhovnim vrijednostima. Zbog svoje vrijednosti za istočnoazijsku književnost uspoređivano je s djelima poput Don Quijotea i Canterburyjskih priča.

## Vanjske poveznice
- Journey to the West na Projektu Gutenberg (kineski)